# Las preguntas sin responder de Buda
En el budismo, las preguntas sin responder o no declaradas ( sánscrito avyākṛta, Pali: avyākata - "incalculable, indeclarable"  ) son un conjunto de preguntas filosóficas universales que Buda se negó a responder, según los textos budistas. Los textos Pali dan solo diez, los textos sánscritos catorce preguntas. 

## Las catorce preguntas
1) ¿Es eterno el mundo? 
2. ... ¿O no? 
3. ... ¿O ambos? 
4. ... ¿O ninguna de las opciones? 
(Los textos de Pali omiten "ambos" y "ninguno") 
5) ¿El mundo es finito? 
6. ... ¿O no? 
7. ... ¿O ambos? 
8. ... ¿O ninguna de las opciones? 
(Los textos de Pali omiten "ambos" y "ninguno") 
9) ¿Es el ser idéntico al cuerpo? 
10. ... ¿O es diferente del cuerpo? 
11) ¿Existe el Tathagata (Buda) después de la muerte? 
12. ... ¿O no? 
13. ... ¿O ambos? 
14. ... ¿O ninguna de las opciones? 

## Canon Pali
Majjhima Nikaya 63 y 72 en el Canon Pali contienen una lista de diez preguntas sin responder sobre ciertos puntos de vista (ditthi) : 
1. El universo es eterno.
2. El universo no es eterno.
3. El universo es infinito.
4. El universo es finito.
5. El alma y el cuerpo son lo mismo.
6. El alma es una cosa y el cuerpo otra.
7. El Buda existe después de la muerte.
8. El Buda no existe después de la muerte.
9. El Buda existe y no existe después de la muerte.
10. El Buda no existe ni existe después de la muerte.

## Sabbasava-Sutta
El Sutta Sabbasava (Majjhima Nikaya 2 ) también menciona 16 preguntas que son vistas como "reflexión imprudente" y conducen al apego a puntos de vista relacionados con un yo.
1. ¿Qué soy yo?
2. ¿Cómo es que soy yo?
3. ¿Yo soy?
4. ¿Yo no soy?
5. ¿Yo existía en el pasado?
6. ¿Yo no existía en el pasado?
7. ¿Qué era yo en el pasado?
8. ¿Cómo era yo en el pasado?
9. Habiendo sido que, ¿me convertí en que en el pasado?
10. ¿Existiré en el futuro?
11. ¿No existiré en el futuro?
12. ¿Qué seré en el futuro?
13. ¿Cómo seré en el futuro?
14. Habiendo sido qué, ¿me convertiré en qué en el futuro?
15. ¿De dónde ha venido este ser?
16. ¿A dónde ira?

El Buda afirma que no es prudente apegarse a pensar que uno tiene y percibe un yo (ser), como a pensar que uno no tiene un yo (ser). Cualquier opinión que se ve a sí mismo como "permanente, estable, eterno, inmutable, permaneciendo igual para siempre" se "está enredando en opiniones, una jungla de opiniones, un desierto de opiniones; peleando en opiniones, la agitación (lucha) en opiniones, la cadena de opiniones ".
- Noble silencio

## Otras lecturas
- Karunadasa, Yakupitiyage (2007). The Unanswered Questions: Why were They Unanswered? A Re-examination of the Textual Data, Pacific World: Third Series 9, 3-31
- Nicholson, Hugh (2012). Unanswered Questions and the Limits of Knowledge, Journal of Indian Philosophy 40 (5), 533-552

- Datos: Q865962